# Zuckerhut (Felsen)
Der Zuckerhut, portugiesisch Pão de Açúcar („Zuckerbrot“), ist ein 396 Meter hoher, steilwandiger Felsen auf der Halbinsel Urca am westlichen Eingang zur Guanabara-Bucht in Rio de Janeiro, Brasilien. Er gehört zur gleichnamigen Hügelgruppe Pão de Açúcar, die außer ihm aus dem Morro da Urca und dem Morro da Babilônia besteht.
Der Zuckerhut besteht aus schalenartig abgewittertem, grobem gneisartigen Granit und ist der Überrest einer Intrusion.
Er gilt neben dem Corcovado mit seiner Christusstatue Cristo Redentor als das Wahrzeichen von Rio de Janeiro. Einen Panoramablick auf Zuckerhut, Corcovado, Leblon, Ipanema, Jardim Botânico und Copacabana hat man vom Vista Chinesa.

## Geschichte

### Entstehung des Namens
Der Name des Felsens spiegelt die große Bedeutung des Zuckerrohrs für Rio de Janeiro wider. Im 16. und 17. Jahrhundert besiedelten portugiesische Seefahrer Brasilien. Zum Transport formten sie den Rohrzucker zu Blöcken, um ihn nach Europa zu verschiffen. Diese sogenannten Zuckerbrote erinnerten an die Gestalt des Zuckerhuts, woher er seinen portugiesischen Namen hat.
Im Deutschen trägt er seinen Namen, da seine Form an einen Zuckerhut erinnert.

### Erstbesteigung
Erstmals bestiegen wurde der bis dahin als unbesteigbar geltende Zuckerhut im Jahre 1817 von der englischen Bergsteigerin Henrietta Carstairs. 1972 wurde die Steilseite des Zuckerhuts erstmals von einer deutsch-österreichischen Seilschaft durchstiegen.

## Erschließung

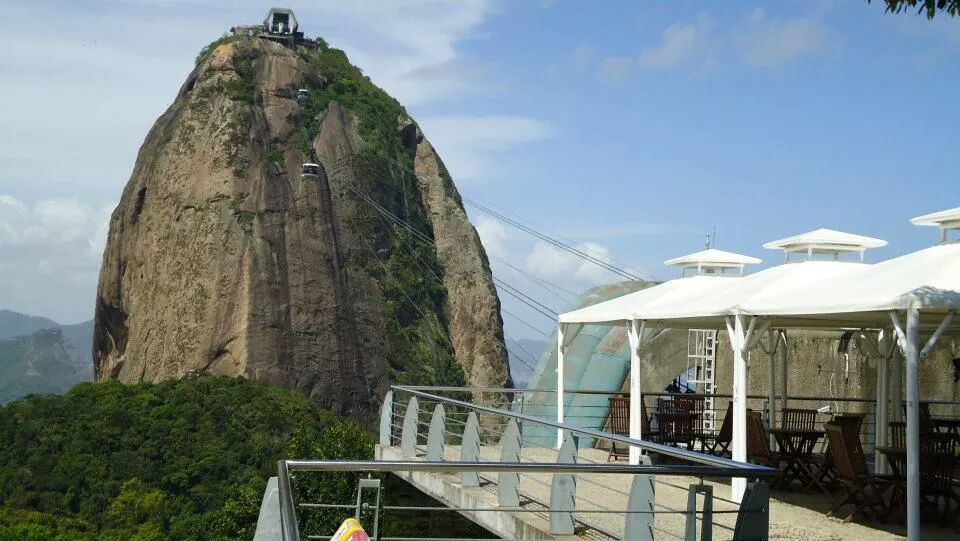
Seilbahn auf den Zuckerhut, Stand 2014

Auf den Zuckerhut führt die Seilbahn O Bondinho deren Seiten vollverglast sind. Am 27. Oktober 1912 wurde der erste Streckenabschnitt auf den Morro da Urca fertiggestellt; ein Jahr später folgte der zweite Abschnitt, der bis auf den Gipfel des Zuckerhuts führt. Auf dem Gipfel befinden sich neben der Seilbahnstation mehrere Aussichtsplattformen sowie ein Souvenirgeschäft und ein kleiner Bambuswald, der von Spazierwegen durchzogen ist.

## Lage und Umgebung
Nördlich des Zuckerhuts befindet sich die Guanabara-Bucht mit dem unmittelbar angrenzenden Stadtviertel Botafogo und dem Regierungsviertel Flamengo. Südlich und westlich befinden sich die Strände Praia Vermelha und Copacabana, die man vom Gipfel des Zuckerhuts sieht. Die weiter westlich liegenden Strände von Ipanema, Leblon und Barra da Tijuca sind vom Zuckerhut aus nicht sichtbar.

## Geologie
Der Zuckerhut besteht aus gneisartigen Graniten, die vor etwa 560 Millionen Jahren während der Pan-Afrikanischen Orogenese als Plutone in die Erdkruste aufstiegen. Die bereits durch die Entstehung angelegte, domförmige Gestalt des Felsens wurde durch Desquamation weiter verstärkt, indem sich äußere Schichten des Gesteins wie Zwiebelschalen vom Rest des Berges lösten.
Die Gesteine des Zuckerhuts weisen deutliche Verwandtschaft zu Gesteinsvorkommen aus dem Westkongo-Gürtel, Kaoko-Gürtel, Damara-Gürtel, Gariep-Gürtel und Saldania-Gürtel auf, die auf der anderen Seite des Südatlantiks liegen. Vor der Öffnung des Atlantiks waren diese heute durch den Ozean getrennten geologischen Einheiten benachbart.